# 野澤孝智
野澤 孝智（のざわ たかとも、1960年（昭和35年）7月22日 - ）は、日本の音楽プロデューサー。東京都出身。GONZO名義で自身も歌手活動を行う。

## 経歴
武蔵野音楽大学声楽科卒業。ビクターエンタテインメントに入社後、SMAPをデビューから10年間担当したほか様々なアーティストの音楽プロデュースを手がけ、45歳で退社。
2007年、office727を設立し独立。関ジャニ∞のプロデュースやフェアリーズの2016年9月発売のシングル「クロスロード」の作曲など手がける。
2016年より自らアーティスト活動を始め、GONZOとして各地でライブ活動を展開。2017年8月にアルバム『The Barcony Cruise』を発売。
音楽プロデューサーの経験を活かし、2017年5月より富山県南砺市の婚活大使に任命された。

## プロデュースした主なアーティスト
- 松本伊代[1]
- 荻野目洋子[1]
- SMAP[1]
- 関ジャニ∞[1]
- フェアリーズ[1]
- Smappies
- 川原亜矢子
- スーパーバンド
- 夏川りみ
- John-Hoon
- See Stars Crew
- アイススケーターユニット REBEL BLADE[2]

## 映画音楽・CM音楽
- 映画『ホワイトアウト』(2000)
- 映画『星に願いを。』(2002)
- 映画『一生の?お願い』(2005)
- 映画『天国は待ってくれる』(2007)
- ドラマ『長生き競争!』(2008)
- ハートフォード生命保険「webCM曲」(2007)
- CM 東京上野クリニックCMソング（2016）

## ナレーション
- 林田健司、SMAPのTVスポット
- 東京上野クリニックのCMナレーション